# Алеф број
У математичкој теорији скупова, алеф бројеви представљају бројеве који се користе да означе кардиналност (број чланова) бесконачних скупова. Њихова ознака је хебрејско слово алеф ({\displaystyle \aleph }).
Кардиналност скупа природних бројева је {\displaystyle \aleph _{0}} (алеф-нула); следећа већа кардиналност је алеф-један {\displaystyle \aleph _{1}}, па {\displaystyle \aleph _{2}} и тако даље. На овај начин, могуће је дефинисати кардинални број {\displaystyle \aleph _{\alpha }} за сваки ординални број α.
Овај концепт је увео Георг Кантор, који је увео појам кардиналности, и дошао до закључка да бесконачни скупови могу да имају различите кардиналности.
Алеф бројеви се разликују од бесконачности (∞) која се често среће у алгебри или математичкој анализи. Алеф бројеви означавају величину скупова; бесконачност са друге стране, се обично дефинише као крајња граница праве реалних бројева. Док неки алеф бројеви могу да буду већи од других, ∞ је једноставно ∞.

## Алеф-нула
Алеф-нула ({\displaystyle \aleph _{0}}) је по дефиницији кардиналност скупа свих природних бројева (претпостављајући, као и обично, аксиому избора). Алеф-нула је најмања од свих бесконачних кардиналности. Скуп има кардиналност {\displaystyle \aleph _{0}} ако и само ако је пребројиво бесконачан, што је случај ако и само ако се може направити директна бијекција, или један-један пресликавање са скупом природних бројева. Међу таквим скуповима су скупови свих простих бројева, свих целих бројева или скуп свих рационалних бројева.

## Алеф-један
{\displaystyle \aleph _{1}} је кардиналност скупа свих пребројивих ординалних бројева, званог ω1 или Ω. Треба имати у виду да је ω1 непребројив скуп. Ова теорија имплицира (и у самој Зермело-Френкел теорији скупова (ЗФ), без аксиоме избора) да не постоји кардиналан број између {\displaystyle \aleph _{0}} и {\displaystyle \aleph _{1}}. Ако се користи аксиома избора, може се даље доказати да је класа кардиналних бројева потпуно уређена, и да је стога{\displaystyle \aleph _{1}} други најмањи бесконачан кардиналан број. Коришћењем аксиоме избора се може показати једно од најкориснијих својстава скупа Ω (стандардан пример скупа величине {\displaystyle \aleph _{1}}): сваки пребројиви подскуп скупа Ω има горњу границу (у односу на стандардну добру уређеност ординала) у Ω (доказ је лак: пребројива унија пребројивих скупова је пребројива; ово је једна од најчешћих примена аксиоме избора). Ова чињеница је аналогна ситуацији у {\displaystyle \aleph _{0}}: сваки коначан скуп природних бројева (подскуп од ω) има максимум, који је таође природан број (има горњу границу у ω) — коначне уније коначних скупова су коначне.
Ω је у ствари користан концепт, иако звучи помало егзотично. Пример примене је затварање у односу на пребројиве операције; на пример, покушавање да се експлицитно опише σ-алгебра генерисана произвољном збирком подскупова. Ово је теже од већине експлицитних описа „генерисања“ у алгебри (на пример векторских простора, група, итд.) јер у тим случајевима морамо да затворимо само у односу на коначне операције - суме, производе и слично. Процес укључује дефинисање, за сваки пребројиви ординал, путем трансфинитне индукције, скупа убацивањем свих могућих пребројивих унија и комплемената, и узимањем уније свега тога над целим Ω.

## Хипотеза континуума
Кардиналност скупа реалних бројева је {\displaystyle 2^{\aleph _{0}}}. Није јасно где овај број спада у хијерархији алеф-бројева. Из Зермело-Френкел теорије скупова, са аксиомом избора, да је чувена хипотеза континуума, еквивалентна идентитету
{\displaystyle 2^{\aleph _{0}}=\aleph _{1}.}
Хипотеза континуума је независна од Зермело-Френкел теорије скупова са аксиомом избора: не може да ни да буде доказана, нити оповргнута унутар контекста тог аксиоматског система. Курт Гедел је 1940. доказао њену конзистентност са ЗФ теоријом скупова са аксиомом избора; Пол Коен је 1963. демонстрирао да је независна од ЗФ теорије скупова са аксиомом избора.

## Алеф-ω
Конвенционално се најмањи бесконачан ординал означава са ω, и кардиналан број {\displaystyle \aleph _{\omega }} је најмања горња граница
{\displaystyle \left\{\,\aleph _{n}:n\in \left\{\,0,1,2,\dots \,\right\}\,\right\}.}
Алеф-ω је први непребројиви кардиналан број за који се унутар ЗФ теорије скупова може показати да није једнак кардиналности скупа реалних бројева; за било који позитиван цео број n можемо конзистентно да претпоставимо да {\displaystyle 2^{\aleph _{0}}=\aleph _{n}}, и штавише, могуће је претпоставити да је {\displaystyle 2^{\aleph _{0}}} произвољно велико.

## Алеф-α за опште α
Како бисмо дефинисали алеф-α за произвољан ординалан број α, морамо да дефинишемо операцију кардинала наследника, која произвољном кардиналном броју ρ додељује следећи већи добро уређен кардинал {\displaystyle \rho ^{+}}. (Ако стоји аксиома избора, онда је ово следећи већи кардина.)
Тада можемо да дефинишемо алеф бројеве на следећи начин
{\displaystyle \aleph _{0}=\omega }
{\displaystyle \aleph _{\alpha +1}=\aleph _{\alpha }^{+}}
и за λ, бесконачан гранични ординал,
{\displaystyle \aleph _{\lambda }=\bigcup _{\beta <\lambda }\aleph _{\beta }.}
α-ти бесконачни почетни ординал се означава са {\displaystyle \omega _{\alpha }}. Његова кардиналност је {\displaystyle \aleph _{\alpha }}.

## Фиксиране тачке за алеф
За било који ординал α имамо
{\displaystyle \alpha \leq \aleph _{\alpha }.}
У многим случајевима {\displaystyle \aleph _{\alpha }} је строго веће од α. На пример, за било који ординал наследник α, ово стоји. Међутим, постоје неки гранични ординали, који су фиксиране тачке алеф функције. Први такав је граница низа
{\displaystyle \aleph _{0},\aleph _{\aleph _{0}},\aleph _{\aleph _{\aleph _{0}}},\ldots }
Сваки недостижни кардинал је такође фиксирана тачка алеф функције.